# Rio Diaca (Coşna)
O Rio Diaca é um rio da Romênia, afluente do Coşna, localizado no distrito de Suceava.